# Neozoraida fletcheri
Neozoraida fletcheri är en insektsart som först beskrevs av William Lucas Distant 1911.  Neozoraida fletcheri ingår i släktet Neozoraida och familjen Derbidae. Inga underarter finns listade i Catalogue of Life.